# Селентано, Роуман
Роуман Марселло Селентано (англ. Roman Marcello Celentano; род. 14 сентября 2000, Нейпервилл, Иллинойс, США) — американский футболист, вратарь клуба «Цинциннати».

## Карьера

### Университетский футбол
В 2019 году Селентано поступил в Индианский университет в Блумингтоне и начал играть за университетскую футбольную команду «Индиана Хузиерз». В течение трёх сезонов в Национальной ассоциации студенческого спорта сыграл 52 матча. По два раза включался в символические всеамериканские сборные, признавался вратарём года в Конференции Big Ten и включался в символическую сборную Конференции Big Ten, в 2020 году был признан лучшим игроком оборонительного плана Конференции Big Ten.

### Клубная карьера
Решив отказаться от последнего года обучения в университете, 6 января 2022 года Селентано подписал контракт с MLS по программе Generation adidas. 11 января на Супердрафте MLS 2019 он был выбран в первом раунде под общим вторым номером клубом «Цинциннати». 27 марта дебютировал за фарм-клуб «Цинциннати» в лиге резервистов MLS Next Pro — «Цинциннати 2», в матче против «Филадельфии Юнион II». Дебют Селентано в первой команде «Цинциннати» состоялся 19 апреля в матче третьего раунда Открытого кубка США 2022 против «Питтсбург Риверхаундс». В MLS он дебютировал 24 апреля в матче против «Лос-Анджелеса». 1 сентября 2023 года Селентано продлил контракт с «Цинциннати» до конца сезона 2027.

### Международная карьера
18 января 2023 года Селентано был вызван в ежегодный январский тренировочный лагерь сборной США, завершавшийся товарищескими матчами со сборными Сербии и Колумбии, но в обоих матчах оставался в запасе. Значился в предварительной заявке сборной на Золотой кубок КОНКАКАФ 2023 из 64 игроков, но в окончательный состав из 23 игроков не попал.

## Достижения
Командные
 «Цинциннати»
- Победитель регулярного чемпионата MLS: 2023

## Статистика выступлений
| Выступление              | Выступление      | Выступление      | Лига | Лига | Плей-офф | Плей-офф | Кубок | Кубок | Континент | Континент | Итого | Итого |
| Клуб                     | Лига             | Сезон            | Игры | Голы | Игры     | Голы     | Игры  | Голы  | Игры      | Голы      | Игры  | Голы  |
| ------------------------ | ---------------- | ---------------- | ---- | ---- | -------- | -------- | ----- | ----- | --------- | --------- | ----- | ----- |
| Цинциннати               | MLS              | 2022             | 27   | -42  | 2        | -2       | 1     | 0     | 0         | 0         | 30    | -44   |
| Цинциннати               | MLS              | 2023             | 33   | -37  | 2        | -1       | 0     | 0     | 0         | 0         | 35    | -38   |
| Цинциннати               | Итого            | Итого            | 60   | -79  | 4        | -3       | 1     | 0     | 0         | 0         | 65    | -82   |
| Цинциннати 2 (фарм-клуб) | MLS Next Pro     | 2022             | 2    | -3   | —        | —        | —     | —     | —         | —         | 2     | -3    |
| Всего за карьеру         | Всего за карьеру | Всего за карьеру | 62   | -82  | 4        | -3       | 1     | 0     | 0         | 0         | 67    | -85   |

Источники: Transfermarkt, Soccerway, Footballdatabase.eu.